# 왜5왕
왜 5왕(倭五王)은 중국의 고대 사료에 나타나는 송나라와 남조에 사신을 보낸 왜의 왕으로 이 왕들은 정권의 정당성을 강화하기 위해서 중국 황제로부터 관직을 요청하였다. 그들의 이름은 찬(讚), 진(珍), 제(濟), 흥(興), 무(武)이다.

## 한반도 왕들과의 관직 비교
| 년    | 고구려            | 백제              | 왜                          |
| ----- | ----------------- | ----------------- | --------------------------- |
| 317년 | <동진 건국>       | <동진 건국>       | <동진 건국>                 |
| 372년 |                   | 진동장군 (여구)   |                             |
| 386년 |                   | 진동장군 (여휘)   |                             |
| 413년 | 정동장군 (고련)   |                   |                             |
| 416년 | 정동대장군 (고련) | 진동장군 (여영)   |                             |
| 420년 | <유송 건국>       | <유송 건국>       | <유송 건국>                 |
| 420년 | 진동대장군 (여영) |                   |                             |
| 421년 |                   |                   | (안동장군?(찬))             |
| 438년 |                   |                   | 안동장군 (진)               |
| 443년 |                   |                   | 안동장군 (제)               |
| 451년 |                   |                   | 안동대장군 (제) (안동장군?) |
| 457년 |                   | 진동대장군 (여경) |                             |
| 462년 |                   |                   | 안동장군 (흥)               |
| 463년 | 거기대장군 (고련) |                   |                             |
| 478년 |                   |                   | 안동대장군 (무)             |
| 479년 | <남제 건국>       | <남제 건국>       | <남제 건국>                 |
| 479년 |                   | 진동대장군 (무)   |                             |
| 480년 | 표기대장군 (고련) | 진동대장군 (모도) |                             |
| 490년 |                   | 진동대장군 (모대) |                             |
| 494년 | 정동대장군 (고운) |                   |                             |
| 502년 | <양 건국>         | <양 건국>         | <양 건국>                   |
| 502년 | 거기대장군 (고운) | 정동대장군 (모대) | 정동장군(무) (정동대장군?)  |

## 왜 5왕에게 부여된 관직들
| 서기 (AD) | 중국왕조             | 중국력  | 왜왕의 이름             | 설명 | 중국사서                                                    |
| --------- | -------------------- | ------- | ----------------------- | --- | ----------------------------------------------------------- |
| 413       | 동진 (265년 ~ 420년) | 義熙 9  | 미상, 양서의 찬, 諸夷傳 | 왜왕이 조공을 보내옴 | 『진서(晉書)』, 「안제기(安帝紀)」                          |
| 421       | 송 (420년 ~ 479년)   | 永初 2  | 찬                      | 찬이 송에 조공을 보내옴. 무제가 "멀리서 온 정성이 크므로, 제수(除授)를 내려야 할 것이다."라고 함 | 『송서(宋書)』, 「왜국전(倭國傳)」                          |
| 425       | 송                   | 元嘉 2  | 찬                      | 왜왕 찬 사마 조달(曺達)을 사신으로 보내 표를 올리고 방물을 바침 | 『송서(宋書)』, 「왜국전(倭國傳)」                          |
| 430       | 송                   | 元嘉 7  | 찬                      | 1월에 왜왕이 조공을 보내옴 | 『송서(宋書)』, 「문제기(文帝紀)」                          |
| 438       | 송                   | 元嘉 15 | 진                      | 왜왕 찬이 죽고 그의 동생 진이 계승하여 스스로 使持節(사지절)都督(도독)倭百濟新羅任那秦韓慕韓(왜.백제.신라.임나.진한.모한)六國諸軍事(6국제군사)安東大將軍(안동대장군)倭國王(왜국왕)이라 자칭하며 정식으로 임명해주기를 요청함. 하지만, 진의 요청은 받아들여지지 않고, 문제는 安東將軍(안동장군)倭國王(왜국왕)이라는 관직만을 제수함. 문제는 왜왕 진의 신하들에겐 平西(평서)征虜(정로)冠軍(관군)輔國(보국)將軍(장군)이라는 관직을 정식으로 임명해 달라는 요청을 허락함                                                                                                   | 『송서(宋書)』, 「문제기(文帝紀)」와 「왜국전(倭國傳)」     |
| 443       | 송                   | 元嘉 20 | 제                      | 왜왕 제가 사신을 보내어 봉헌하므로, 安東將軍(안동장군)倭國王(왜국왕)으로 삼음 | 『송서(宋書)』, 「왜국전(倭國傳)」                          |
| 451       | 송                   | 元嘉 28 | 제                      | 왜왕 제가 安東將軍(안동장군)과 더불어 使持節(사지절)都督(도독)倭新羅任那加羅秦韓慕韓(왜.신라.임나.가라.진한.모한)六國諸軍事(6국제군사)에도 임명됨. 7월에 아울러 23인의 신하들도 군(軍)과 군(郡)을 제수함 | 『송서(宋書)』, 「문제기(文帝紀)」와 「왜국전(倭國傳)」     |
| 462       | 송                   | 大明 6  | 흥                      | 3월 왜왕 제의 왕자 흥을 安東將軍(안동장군)倭國王(왜국왕)에 임명함 | 『송서(宋書)』, 「효무제기(孝武帝紀)」와 「왜국전(倭國傳)」 |
| 477       | 송                   | 昇明 1  | 무                      | 11월에 왜왕이 조공을 보내옴 왜왕 흥이 죽고 그의 동생 무가 위를 이음. 무는 스스로 使持節(사지절)都督(도독)倭百濟新羅任那加羅秦韓慕韓(왜.백제.신라.임나.가라.진한.모한)七國諸軍事(7국제군사)安東大將軍(안동대장군)倭國王(왜국왕)이라 자칭함 | 『송서(宋書)』, 「순제기(順帝紀)」와 「왜국전(倭國傳)」     |
| 478       | 송                   | 昇明 2  | 무                      | 무가 스스로 開府儀(개부의)同三司(동삼사)라는 문관1품 관직을 임시로 제수하고 다른 사람에게도 적당히 가수(假授)한 관직을 정식으로 임명해 줄 것을 요청함. 순제가 무를 使持節(사지절)都督(도독)倭新羅任那加羅秦韓慕韓(왜.신라.임나.가라.진한.모한)六國諸軍事(6국제군사)安東大將軍(안동대장군)倭王(왜왕)에 제수함 [*]왜왕 무가 요청한 관직중에서 백제가 빠진 것은, 이미 425년 문제가 백제 19대 왕인 구이신왕에게 使持節(사지절)都督(도독)百濟諸軍事(백제제군사)鎭東大將軍(진동대장군)百濟王(백제왕)이라고 관직을 제수하였기 때문에 무의 요청중 일부분은 받아들여지지 않았다 | 『송서(宋書)』, 「순제기(順帝紀)」와「왜국전(倭國傳)」      |
| 479       | 남제 (479년 ~ 502년) | 建元 1  | 무                      | 고제가 왜왕 무를 鎮東大將軍(진동대장군)으로 승격시킴 | 『제서(齊書)』, 「왜국전(倭國傳)」                          |
| 502       | 양 (502년 ~ 557년)   | 天監 1  | 무                      | 4월 무제가 왜왕 무를 征東大將軍(정동대장군)으로 승격시킴 | 『양서(梁書)』, 「무제기(武帝紀)」                          |

## 일본 역사책과의 비교
중국의 사서에 기록된 왜왕의 이름들은 일본서기의 천황의 이름들과 매우 달라 어느 천황이 어느 왜왕인지 논쟁이 계속되어 왔다. 이나리야마의 칼과 에다 후나야마 칼의 금석문을 근거로 왜 무왕이 유라쿠(웅략) 천황이라는 주장이 있으나 나머지 왕들에 대해서는 중국 사기의 기록을 어림잡아 다른 천황에 비정하고 있다.
- 찬(贊) : 닌토쿠 천황 혹은 리추 천황
- 진(珍) : 한제이 천황 혹은 닌토쿠 천황
- 제(濟) : 인교 천황
- 흥(興) : 안코 천황
- 무(武) : 유랴쿠 천황

일부 학자들은 이들 왕이 5세기경 야마토 조정(현재의 천황가의 조정)이 아닌 다른 왕조의 지배자들이라고 보고 있으며 이 왕조들은 현재 천황가에 의하여 멸망되었다고 보고 있으나 학계에서 널리 받아들여지고 있지는 않다.

## 조공 기록
|    |    |    |    |    |    |    |    |    |    |    |    |  |  |  |  |  |  |
|    |    |    |    |    |    |    |    |    |    |    |    |  |  |  |  |  |  |
| 讚 | 讚 | 讚 | 讚 | 讚 | 讚 | 珍 | 珍 | 珍 | 珍 | 珍 | 珍 |  |  |  |  |  |  |
| 讚 | 讚 | 讚 | 讚 | 讚 | 讚 | 珍 | 珍 | 珍 | 珍 | 珍 | 珍 |  |  |  |  |  |  |
| 濟 |    |    |    |    |    |    |    |    |    |    |    |  |  |  |  |  |  |
|    |    |    |    |    |    |    |    |    |    |    |    |  |  |  |  |  |  |
|    |    |    |    |    |    |    |    |    |    |    |    |  |  |  |  |  |  |
| 興 | 興 | 興 | 興 | 興 | 興 | 武 | 武 | 武 | 武 | 武 | 武 |  |  |  |  |  |  |

|    |    |    |    |    |    |    |    |    |    |    |    |    |    |    |    |    |    |  |  |  |  |
|    |    |    |    |    |    |    |    |    |    |    |    |    |    |    |    |    |    |  |  |  |  |
| 贊 | 贊 | 贊 | 贊 | 贊 | 贊 | 彌 | 彌 | 彌 | 彌 | 彌 | 彌 |    |    |    |    |    |    |  |  |  |  |
| 贊 | 贊 | 贊 | 贊 | 贊 | 贊 | 彌 | 彌 | 彌 | 彌 | 彌 | 彌 |    |    |    |    |    |    |  |  |  |  |
|    |    |    |    |    |    | 濟 |    |    |    |    |    |    |    |    |    |    |    |  |  |  |  |
|    |    |    |    |    |    |    |    |    |    |    |    |    |    |    |    |    |    |  |  |  |  |
|    |    |    |    |    |    |    |    |    |    |    |    |    |    |    |    |    |    |  |  |  |  |
|    |    |    |    |    |    | 興 | 興 | 興 | 興 | 興 | 興 | 武 | 武 | 武 | 武 | 武 | 武 |  |  |  |  |

|      |      |      |      |      |      | 오진   |        |        |        |        |        |      |      |      |      |      |      |        |        |        |        |        |        |  |  |  |  |  |  |  |  |  |  |  |  |  |  |  |  |
|      |      |      |      |      |      |        |        |        |        |        |        |      |      |      |      |      |      |        |        |        |        |        |        |  |  |  |  |  |  |  |  |  |  |  |  |  |  |  |  |
|      |      |      |      |      |      | 닌토쿠 |        |        |        |        |        |      |      |      |      |      |      |        |        |        |        |        |        |  |  |  |  |  |  |  |  |  |  |  |  |  |  |  |  |
|      |      |      |      |      |      |        |        |        |        |        |        |      |      |      |      |      |      |        |        |        |        |        |        |  |  |  |  |  |  |  |  |  |  |  |  |  |  |  |  |
|      |      |      |      |      |      |        |        |        |        |        |        |      |      |      |      |      |      |        |        |        |        |        |        |  |  |  |  |  |  |  |  |  |  |  |  |  |  |  |  |
| 리추 | 리추 | 리추 | 리추 | 리추 | 리추 | 한제이 | 한제이 | 한제이 | 한제이 | 한제이 | 한제이 | 인교 | 인교 | 인교 | 인교 | 인교 | 인교 |        |        |        |        |        |        |  |  |  |  |  |  |  |  |  |  |  |  |  |  |  |  |
| 리추 | 리추 | 리추 | 리추 | 리추 | 리추 | 한제이 | 한제이 | 한제이 | 한제이 | 한제이 | 한제이 | 인교 | 인교 | 인교 | 인교 | 인교 | 인교 |        |        |        |        |        |        |  |  |  |  |  |  |  |  |  |  |  |  |  |  |  |  |
|      |      |      |      |      |      |        |        |        |        |        |        |      |      |      |      |      |      |        |        |        |        |        |        |  |  |  |  |  |  |  |  |  |  |  |  |  |  |  |  |
|      |      |      |      |      |      |        |        |        |        |        |        | 안코 | 안코 | 안코 | 안코 | 안코 | 안코 | 유랴쿠 | 유랴쿠 | 유랴쿠 | 유랴쿠 | 유랴쿠 | 유랴쿠 |  |  |  |  |  |  |  |  |  |  |  |  |  |  |  |  |

### 찬(贊)
- (義熙)九년(…)是歲，高句麗·倭國及西南夷銅頭大師並獻方物.[2]

(의희) 9년, 이 해에 고구려, 왜국 및 서남이 동두대사들이 모두 방물을 바쳤다.
- 晉安帝時，有倭王贊 遣使 朝貢。[2]

(동)진 안제때, 왜왕 찬이 사신을 보내 조공함
- 高祖永初二년，詔曰：「倭贊萬里修貢，遠誠宜甄，可賜除授。」[3]

고조 영초2년, 조서에 이르길 : 왜찬이 만리먼길에서 (송에) 조공을 보내옴. (송나라 무제가) "멀리서 온 정성이 크므로, 마땅히 제수(除授)를 내려야 할 것이다."라고 함
- 太祖元嘉二년，贊又 遣司馬曹達 奉表 獻方物[3]

태조 원가2년, 왜왕 찬이 또 사마 조달(曹達)을 사신으로 보내 표를 올리고 방물을 바침

### 진(珍)
- 贊死，弟珍立，遣使貢獻。自稱使持節、都督倭百濟新羅任那秦韓慕韓六國諸軍事、安東大將軍、倭國王。

왜왕 찬이 죽고 그의 동생 진이 계승하여 사신을 보내어 조공하였다. 스스로 칭하길 使持節(사지절)都督(도독)倭百濟新羅任那秦韓慕韓(왜.백제.신라.임나.진한.모한)六國諸軍事(6국제군사)安東大將軍(안동대장군)倭國王(왜국왕)이라 함.
- 表求除正，詔除安東將軍、倭國王。

정식으로 임명해주기를 요청함. 하지만, 진의 요청은 받아들여지지 않고, 송나라 문제는 安東將軍(안동장군)倭國王(왜국왕)이라는 관직만을 제수함.
- 珍又求除正 倭隋等 十三人 平西、征虜、冠軍、輔國將軍號，詔並聽。[3]

송나라 문제는 왜수(倭隋)등 13인에게 平西(평서)征虜(정로)冠軍(관군)輔國(보국)將軍(장군)이라는 관직을 정식으로 임명해 달라는 요청을 허락함

### 제(濟)
- 二十년，倭國王濟 遣使 奉獻，復以爲安東將軍、倭國王。[3]

20년, 왜국왕 제가 사신을 보내어 봉헌하므로, 安東將軍(안동장군)倭國王(왜국왕)으로 삼음
- 二十八년，加使持節、都督倭新羅任那加羅秦韓慕韓六國諸軍事，安東將軍如故。並除所上 二十三人軍、郡。[3]

28년, 왜왕 제가 安東將軍(안동장군)과 더불어 使持節(사지절)都督(도독)倭新羅任那加羅秦韓慕韓(왜.신라.임나.가라.진한.모한)六國諸軍事(6국제군사)에도 임명됨.
아울러 23인의 신하들도 군(軍)과 군(郡)을 제수함

### 흥(興)
- 濟死，世子興 遣使貢獻。[3]

왜왕 제가 죽고, 세자 흥이 사신을 보내 조공함.
- 世祖大明六년，詔曰：「倭王世子興，奕世載忠，作籓外海，稟化寧境，恭修貢職。新嗣邊業，宜授爵號，可安東將軍、倭國王。」[3]

세조 대명6년 조서에 이르길 : 왜왕세자흥 역시 安東將軍(안동장군)倭國王(왜국왕)에 임명함

### 무(武)
- 興死，弟武立，自稱 使持節、都督倭百濟新羅任那加羅秦韓慕韓七國諸軍事、安東大將軍、倭國王。[3]

왜왕 흥이 죽고 그의 동생 무가 위를 이음. 무는 스스로 칭하길 使持節(사지절)都督(도독)倭百濟新羅任那加羅秦韓慕韓(왜.백제.신라.임나.가라.진한.모한)七國諸軍事(7국제군사)安東大將軍(안동대장군)倭國王(왜국왕)라 함
- 順帝升明二년，遣使上表曰：「封國偏遠，作籓於外，自昔祖禰，躬擐甲胄，跋涉山川，不遑寧處。

순제 승명 2년, 사신을 파견하여 왜왕 무가 표문을 올리기를 신의 나라는 구석지고 먼 곳에 봉 받아 밖의 번신이 되었습니다. 옛 조상 때부터 몸소 갑옷을 입고 산을 넘고 물을 건너며 편히 쉬지 못하였습니다.
- 東征毛人五十五國，西服衆夷六十六國，渡平海北九十五國，王道融泰，廓土遐畿，累葉朝宗，不愆於歲。

동쪽으로 모인 55국을 정벌하고, 서쪽으로 중이 66국을 복속시키고, 바다 건너 북으로 95국을 평정하여 왕도가 무륵익어 태평하고, 땅은 서울에서 멀리까지 넓혔으며, 해마다 세공을 어긴 적이 없었습니다.
- 臣雖下愚，忝胤先緒，驅率所統，歸崇天極，道遙百濟，裝治船舫，

신이 비록 어리석지만, 선대를 이어 나라를 평안하게 통솔하고 있으며, 천극으로 가는 길은 백제를 통해 가야하기에 배를 타고 가야합니다.
- 而句驪無道，圖欲見吞，掠抄邊隸，虔劉不已，每致稽滯，以失良風。

그러나 고구려는 무도하여 우리나라를 집어 삼키려하고 변방을 침략하고 약탈하여 근심이 적지 않습니다. 이렇게 늘 일이 막히고 거슬리는 바람에 어진 풍속을 잃고 있사오니,
- 雖曰進路，或通或不。

비록 나아갈 길은 있지만 그 길이 혹은 통하기도 하고 혹은 통하지 않기도 합니다.
- 臣亡考濟實忿寇仇，壅塞天路，控弦百萬，義聲感激，方欲大舉，奄喪父兄，使垂成之功，不獲一簣。

신의 죽은 아비 제는 고구려가 길을 가로막는 바람에 천자에게 자주 문안드리지 못함을 분통히 여겼으며, 활을 당기는 백만의 의로운 소리에 감격하여, 바야흐로 군사를 크게 일으키고 싶었으나, 갑자기 아비와 형을 잃어, 이루려는 공이 흙 한 삼태기 이루지 못하였습니다.
- 居在諒暗，不動兵甲，是以偃息未捷。

신은 양암(빈소)에 거처하였기에, 군사를 움직이지 못하였고 그 때문에 그들과 싸우지 못했습니다.
- 至今欲練甲治兵，申父兄之志，義士虎賁，文武效功，白刃交前，亦所不顧。

그러나 지금에 이르러서는 병기를 연마하고 군사를 훈련하여, 부형들의 뜻을 펴보고자 하옵는데, 의롭고 용맹스러운 군사들이, 문무를 가릴 것 없이, 공을 나타내려 합니다. 눈앞에 흰 칼날이 번쩍이는 다급함이 있더라도, 또다시 되돌아다볼 필요는 없사옵니다.
- 若以帝德覆載，摧此強敵，克靖方難，無替前功。

만일 황제의 덕을 입는다면, 이 강한 적을 꺾어 없애고, 어려운 무리들을 이기시어 조용하게 하시면 전대의 공에 손색이 없을 것입니다.
- 竊自假開府儀同三司，其餘鹹各假授，以勸忠節。」

삼가 스스로 임시로 개부의동삼사의와 그 나머지 모두에게도 관작의 제수를 원하였다.」
- 竊自假開府儀同三司，其餘鹹各假授，以勸忠節。」

무가 스스로 開府儀(개부의)同三司(동삼사)라는 문관1품 관직을 임시로 제수하고 다른 사람에게도 적당히 가수(假授)한 관직을 정식으로 임명해 줄 것을 요청함.
- 詔除武使持節、都督倭新羅任那加羅秦韓慕韓六國諸軍事、安東大將軍、倭王。[3]

순제가 무를 使持節(사지절)都督(도독)倭新羅任那加羅秦韓慕韓(왜.신라.임나.가라.진한.모한)六國諸軍事(6국제군사)安東大將軍(안동대장군)倭王(왜왕)에 제수함
- 建元元년，進新除使持節、都督倭•新羅•任那•加羅•秦韓•慕韓六國諸軍事、安東大將軍、倭王武號爲鎮東大將軍。[4]
- 齊建元中，除武 持節、都督倭新羅任那加羅秦韓慕韓六國諸軍事、鎮東大將軍[2]

고제가 왜왕 무를 鎮東大將軍(진동대장군)으로 승격시킴
- 梁武帝即位，進武 號征東大將軍。[2]

무제가 왜왕 무를 征東大將軍(정동대장군)으로 승격시킴
- 順帝升明二년，遣使上表曰：「封國偏遠，作籓於外，自昔祖禰，躬擐甲胄，跋涉山川，不遑寧處。東征毛人五十五國，西服衆夷六十六國，渡平海北九十五國，王道融泰，廓土遐畿，累葉朝宗，不愆於歲。臣雖下愚，忝胤先緒，驅率所統，歸崇天極，道遙百濟，裝治船舫，而句驪無道，圖欲見吞，掠抄邊隸，虔劉不已，每致稽滯，以失良風。雖曰進路，或通或不。臣亡考濟實忿寇仇，壅塞天路，控弦百萬，義聲感激，方欲大舉，奄喪父兄，使垂成之功，不獲一簣。居在諒暗，不動兵甲，是以偃息未捷。至今欲練甲治兵，申父兄之志，義士虎賁，文武效功，白刃交前，亦所不顧。若以帝德覆載，摧此強敵，克靖方難，無替前功。竊自假開府儀同三司，其餘鹹各假授，以勸忠節。」詔除武使持節、都督倭新羅任那加羅秦韓慕韓六國諸軍事、安東大將軍、倭王。

## 같이 보기
- 고분 시대
- 일본 국왕